# Federazione cestistica del Principato di Monaco
La Federazione cestistica del Principato di Monaco (in francese:Fédération Monégasque de Basketball) è l'ente che controlla e organizza la pallacanestro nel Principato di Monaco.
La federazione controlla inoltre la nazionale di pallacanestro del Principato di Monaco. Ha sede a Monaco e l'attuale presidente è Roland Biancheri.
È affiliata alla FIBA dal 1987 e organizza il campionato monegasco di pallacanestro.